# ントロコ県
ントロコ県（ントロコけん、英語: Ntoroko District）はウガンダ西部地域に位置する県。東にアルバート湖、北と西でコンゴ民主共和国と接する。県都はントロコ。
2010年7月1日にブンディブギョ県から分離して設置された。人口約7万人（2017年推計）。

## 隣接する県
- キクベ県
- カガディ県
- カバロレ県
- ブンディブギョ県